# سانکاریا: عشق پایدار
سانکاریا: عشق پایدار (به ژاپنی: さんかれあ Sankarea) یک مجموعه مانگا کمدی رمانتیک ژاپنی که توسط میتسورو هاتوری نوشته و مصورسازی شده‌است. این عنوان از ۹ دسامبر ۲۰۰۹ تا ۹ سپتامبر ۲۰۱۴، توسط کودانشا در مجله شونن بساتسو منتشر می‌شد. داستان مجموعه دربارهٔ پسری دبیرستانی به نام چیهیرو است که به‌طور اتفاقی درگیر ارتباط با یک دختر زامبی، شده‌است.
در سال ۲۰۱۲ بر پایه این مانگا یک مجموعه تلویزیونی انیمه ۱۲ قسمتی نیز توسط استودیو دین دستمایه اقتباس قرار گرفت که اولین بار در ۵ آوریل ۲۰۱۲ از شبکه تی‌بی‌اس پخش شده و تا ۲۸ ژوئن ۲۰۱۲ ادامه داشت.

## داستان
داستان دربارهٔ یک پسر دبیرستانی ۱۵ ساله به نام چیهیرو فورویا است که عاشق زندگی پس از مرگ و مرده‌های متحرک است. حتی آرزوی او بوسیدن یک دختر زامبی بود. او فقط فیلم‌های مرتبط با زامبی نگاه می‌کند یا بازی‌های ویدئویی دارای زامبی را انجام می‌دهد و خلاصه از هر چیزی که به زامبی مربوط باشد دریغ نمی‌کند. پس از مرگ گربهٔ چیهیرو به نام بابو، او سعی کرد بوسیلهٔ کتبیه‌ای قدیمی که در آن طرز تهیه یک معجون برای زنده کردن مردگان آمده بود، گربه خود را زنده کند. در این میان با دختری زیبا به نام ریا سانکا که از خانه خود فرار کرده آشنا می‌شود. اگرچه به نظر می‌رسید او دارای زندگی خوب و با کیفیتی است، اما به هیچ وجه این‌طور نبود.
او سعی کرد با خوردن معجون سمی که توسط گل هیدرانجیا ماکروفیلا درست شده خودکشی کند، اما معجون او را نکشت. پس از این ماجرا در پی بحثی که با پدر خود داشت، هنگام عبور از کنار صخره‌ای به‌طور اتفاقی به پایین پرت شده و جان خود را از دست داد. اما در نتیجه خوردن معجون، رئا تبدیل به یک زامبی شده و به زندگی بازگشت. در این میان چیهیرو باید چه کار کند وقتی بیشترین چیزی که در زندگی آرزویش را می‌کرد درست در مقابل چشمان او بود.